# Paul Gagné
Cet article concerne le joueur de hockey. Pour la traducteur, voir Paul Gagné (traducteur).
Pour les articles homonymes, voir Gagné.
Paul Gagné, né le 6 février 1962 à Iroquois Falls (Ontario), est un joueur professionnel canadien de hockey sur glace.

## Repêchage
En 1980, il est choisi au cours du repêchage d'entrée de la Ligue nationale de hockey par les Rockies du Colorado en 1er ronde, 29e position.

## Carrière comme joueur
- 1978-1980 : Spitfires de Windsor (OHA)
- 1980-1982 : Rockies du Colorado (LNH)
- 1982-1983 : Devils du New Jersey (LNH) et Wind de Wichita (LCH)
- 1983-1988 : Devils du New Jersey (LNH)
- 1988-1989 : Maple Leafs de Toronto (LNH) et Saints de Newmarket (LAH)
- 1989-1990 : Saints de Newmarket (LAH), Islanders de New York (LNH) et Indians de Springfield (LAH)
- 1990-1992 : Landshut Cannibals (2. Bundesliga)
- 1992-1995 : HC Olten (LNB)
- 1995-1996 : HC Olten (LNB) et ZSC Lions (LNA)
- 1996-1999 : HC Bienne (LNB)

## Carrière comme entraîneur
- HC Bienne
- HC Ajoie